# 格洛傑沃
格洛傑沃是保加利亞的城鎮，位於該國東北部，距離拉茲格勒35公里，由魯塞州負責管轄，面積76.13平方公里，海拔高度230米，鎮上有三座清真寺，2008年人口4,366。